# 江頭翔太
江頭 翔太（えがしら しょうた、1991年3月19日 - ）は、トップチャレンジリーグコカ・コーラレッドスパークスに所属するラグビー選手。

## プロフィール
- 佐賀県出身[1]。
- ポジションはスクラムハーフ(SH)。
- 身長 172cm、体重 70kg
- ニックネームはエガ。

## 来歴
ラグビーを始めたきっかけは友人に誘われたことから。
2009年、佐賀工業高校卒業後、拓殖大学に入る。
2013年、拓殖大学卒業後、コカ・コーラウエストレッドスパークス（現・コカ・コーラレッドスパークス）に加入。
2014年8月30日に行われたジャパンラグビートップリーグ第2節のNTTドコモレッドハリケーンズ戦に途中出場で公式戦初出場を果たした。